# Kloster Zangberg

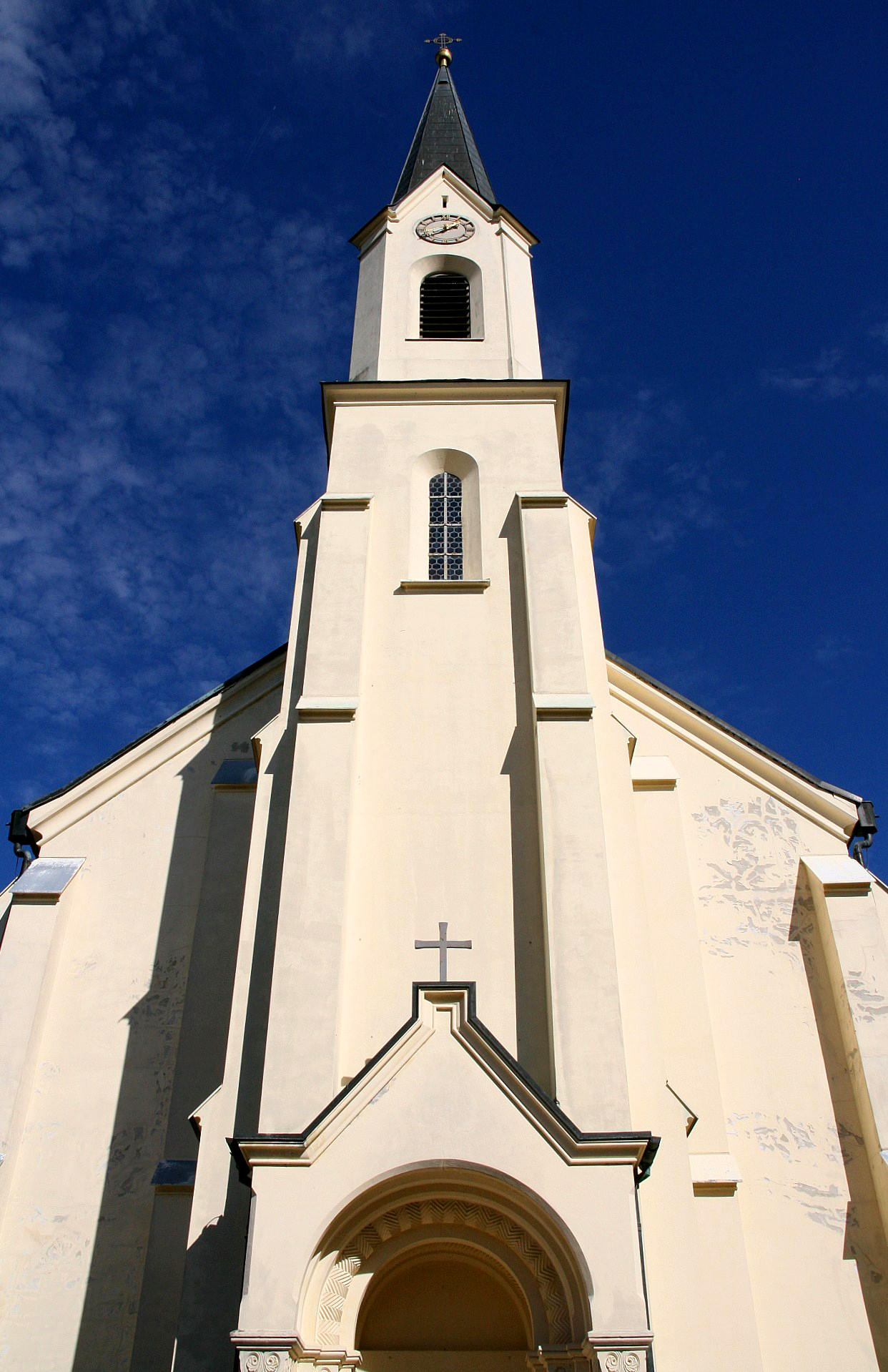
Klosterkirche Herz Jesu in Zangberg

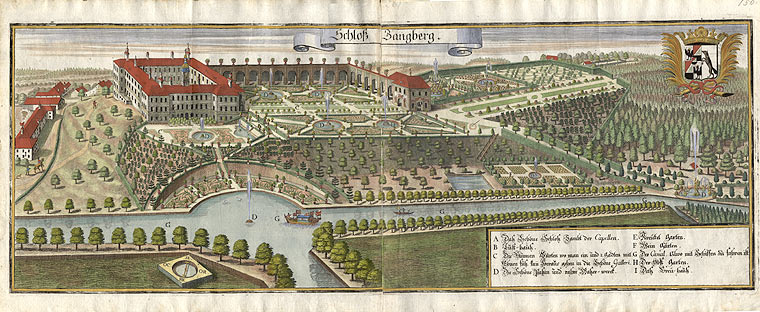
Schloss Zangberg nach einem Stich von Michael Wening (1720)

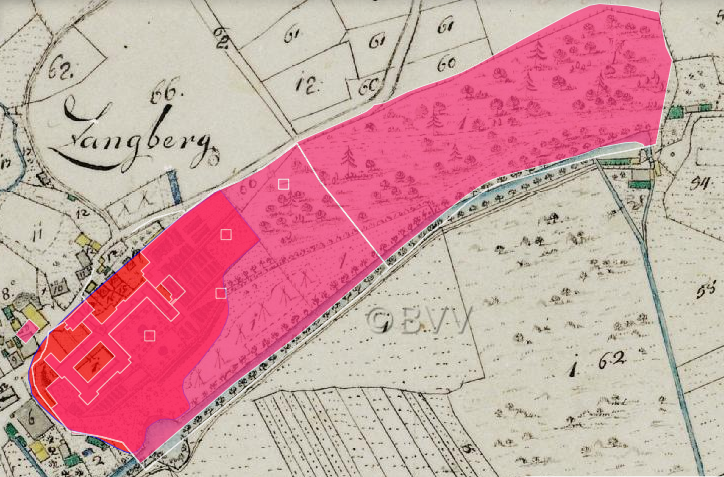
Lageplan von Schloss Zangberg (Oberbayern) auf dem Urkataster von Bayern

Kloster Zangberg ist ein Kloster der Schwestern der Heimsuchung Mariä in Zangberg in Oberbayern. Die Gebäude des früheren Schlosses gehen auf eine Burg aus dem Jahr 1000 zurück.

## Geschichte
Die Gebäude gehen auf eine Burg aus dem Jahr 1000 zurück. 1285 wurde diese zur Veste erweitert. 1684–1715 wurden die Gebäude nach einem Brand von Ferdinand Maria Franz Freiherr von Neuhaus nach Plänen Antonio Rivas als vierflügeliges Schloss um einen Innenhof umgebaut. Das Schloss war damaliger Sitz der Hofmark Zangberg. Ein Kupferstich von Michael Wening (Anfang 18. Jahrhundert) zeigt den eindrucksvollen, auf einer Anhöhe gelegenen Bau und die Parkanlagen. Die künstlerisch bedeutendsten, bis heute weitgehend unverändert erhaltenen Innenräume sind der Fürsten- und der Ahnensaal, in dem gelegentlich Konzerte veranstaltet werden. Die einzige Erbin, Maria Josefa von der Wahl, übernahm 1759 die Hofmark. Sie starb 1807 als Witwe ohne Nachkommen. Franz Graf von Deroy, der das Thronlehen Zangberg 1818 um 380.000 Gulden erworben hatte, errichtete am 3. Juni 1820 das Patrimonialgericht II. Klasse Zangberg. Dieses wurde als Folge der Revolution 1848 aufgelöst.
1862 verkaufte Carl Theodor Graf Geldern-Egmont die Gebäude an die Schwestern der Heimsuchung Mariä, einen Orden der Salesianerinnen. 26 Schwestern, vier Novizinnen und eine Kandidatin übersiedelten aus Dietramszell in das neue Kloster. Es ist als Kloster St. Josef bis heute im Besitz der Schwestern. Das Kloster betrieb eine Höhere-Töchter-Schule (Internat), deren berühmteste Schülerin wohl Zita von Bourbon-Parma war.
Ab 1941 mussten die Schwestern das Gebäude für mehrere Jahre verlassen; sie wohnten vorübergehend in der Villa Ortner (Schloss Geldern) in Palmberg. Im beschlagnahmten Kloster sollte eine Munitionsfabrik errichtet werden. Dazu wurden zunächst Zwangsarbeiter aus Mettenheim angefordert, später wurde in Zangberg ein eigenes Lager mit etwa 60 Gefangenen eingerichtet, zum größten Teil Facharbeiter. Das Lager Zangberg war als nicht selbständiges Lager dem Lager Mettenheim, einem Teil des Dachauer KZ-Außenlagerkomplexes Mühldorf, zugeordnet. Amtlich erwähnt wurde das Lager erstmals kurz vor Kriegsende im März 1945.
Im September 1946 konnte der Schulbetrieb durch die Schwestern wieder aufgenommen werden. Nachdem die Schule aufgelöst wurde, befinden sich in ihren Räumen heute die BSH Academy der BSH Hausgeräte GmbH (seit 2000) sowie Schulungsräume der Capgemini sd&m.
Die Anlage ist unter der Aktennummer D-1-83-151-2 als denkmalgeschütztes Baudenkmal von Zangberg verzeichnet. Ebenso wird sie als Bodendenkmal unter der Aktennummer D-1-7740-0253 im Bayernatlas als „untertägige mittelalterliche und frühneuzeitliche Befunde im Bereich von Schloss Zangberg und seinen Vorgängerbauten mit barocken Gartenanlagen“ geführt.